# Parcul Național Abisko

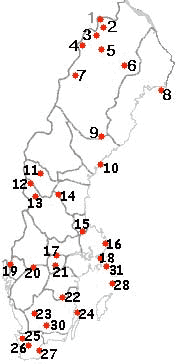
Abisko este la numărul 2.

Parcul Național Abisko este un parc național în partea de nord a Suediei, în municipiul Kiruna, Norrbottens län, în Lappland . Acesta este situat la vest de satul Abisko, nu departe de granița norvegiană. Acesta acoperă 77 km² din Valea Abisko, marginită pe ambele parți de Munții Scandinaviei, dintre care unii, cum ar fi Muntele Nuolja sunt incluși în cadrul acestuia. Prin centrul văii curge râul Abiskojåkka, care, în partea de jos a cursului său a sculptat un canion de 20 de metri adâncime în șist și dolomit.

## Galerie

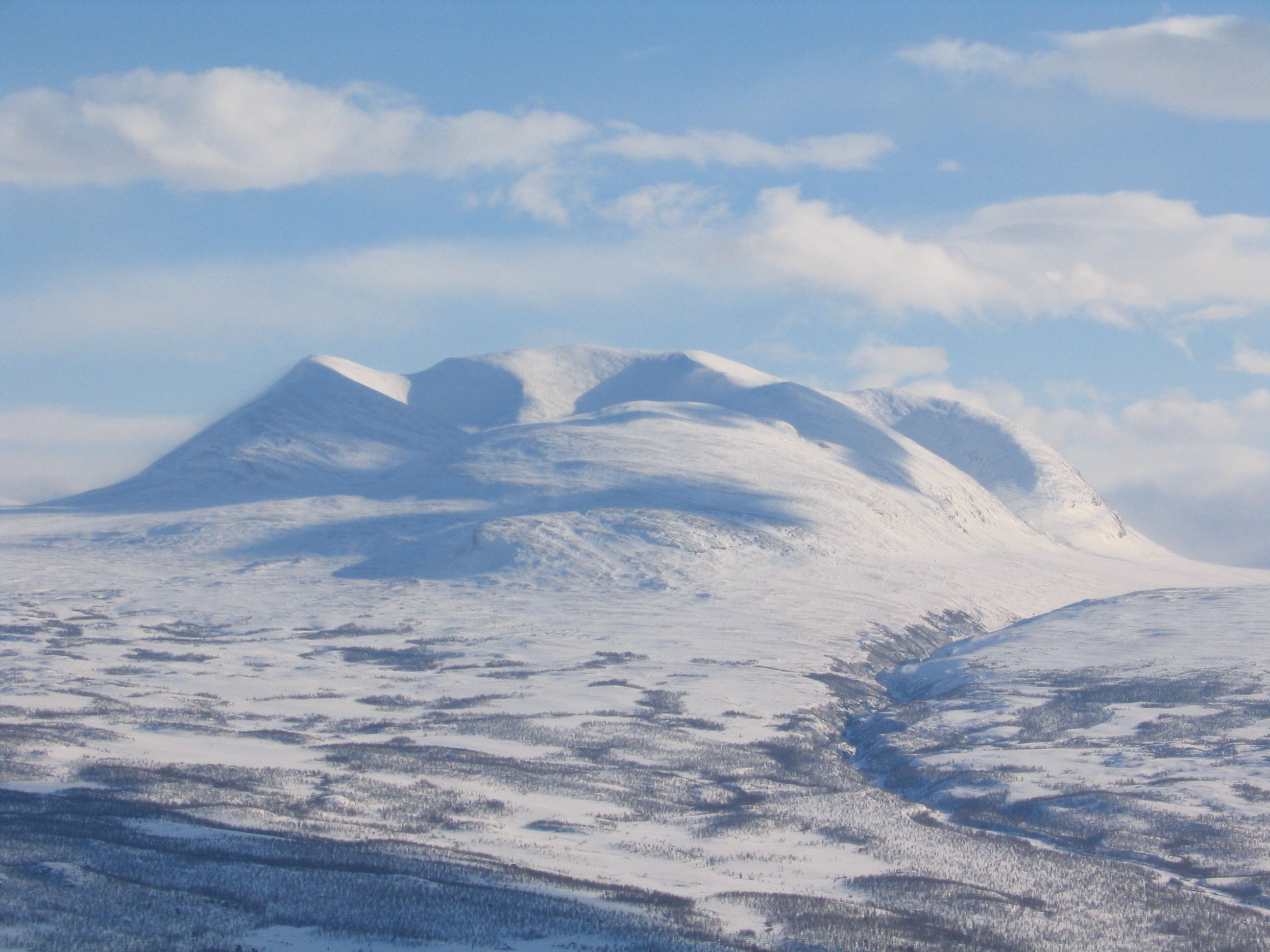
Parcul Național Abisko în timpul iernii.
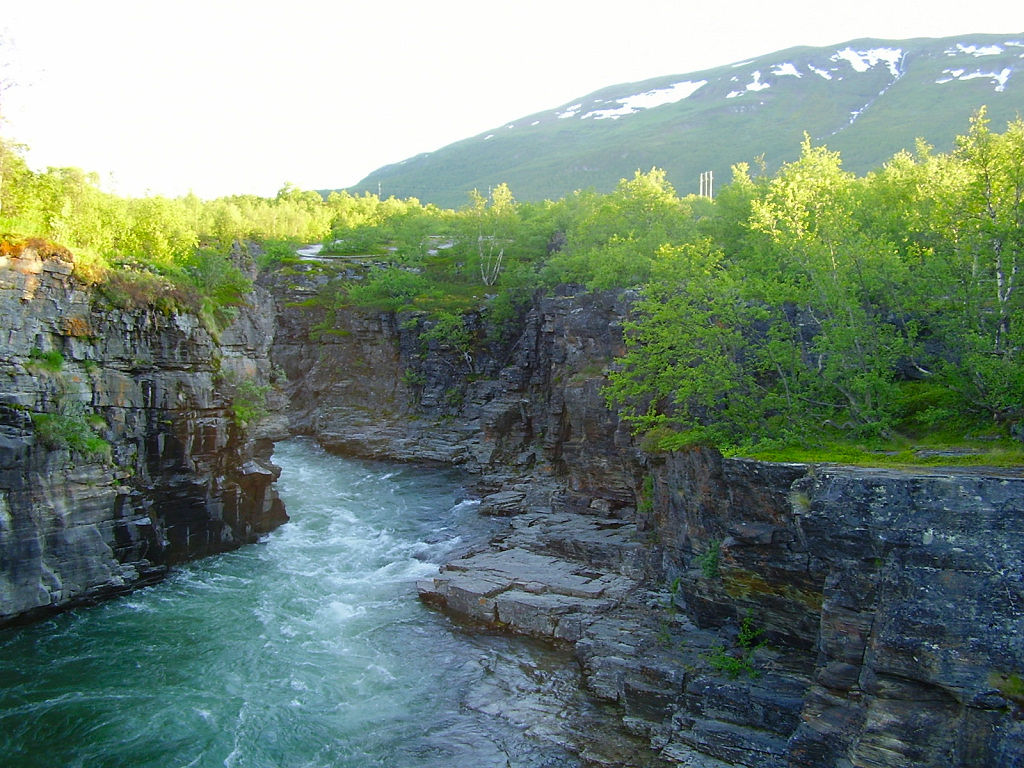
Abiskojåkka
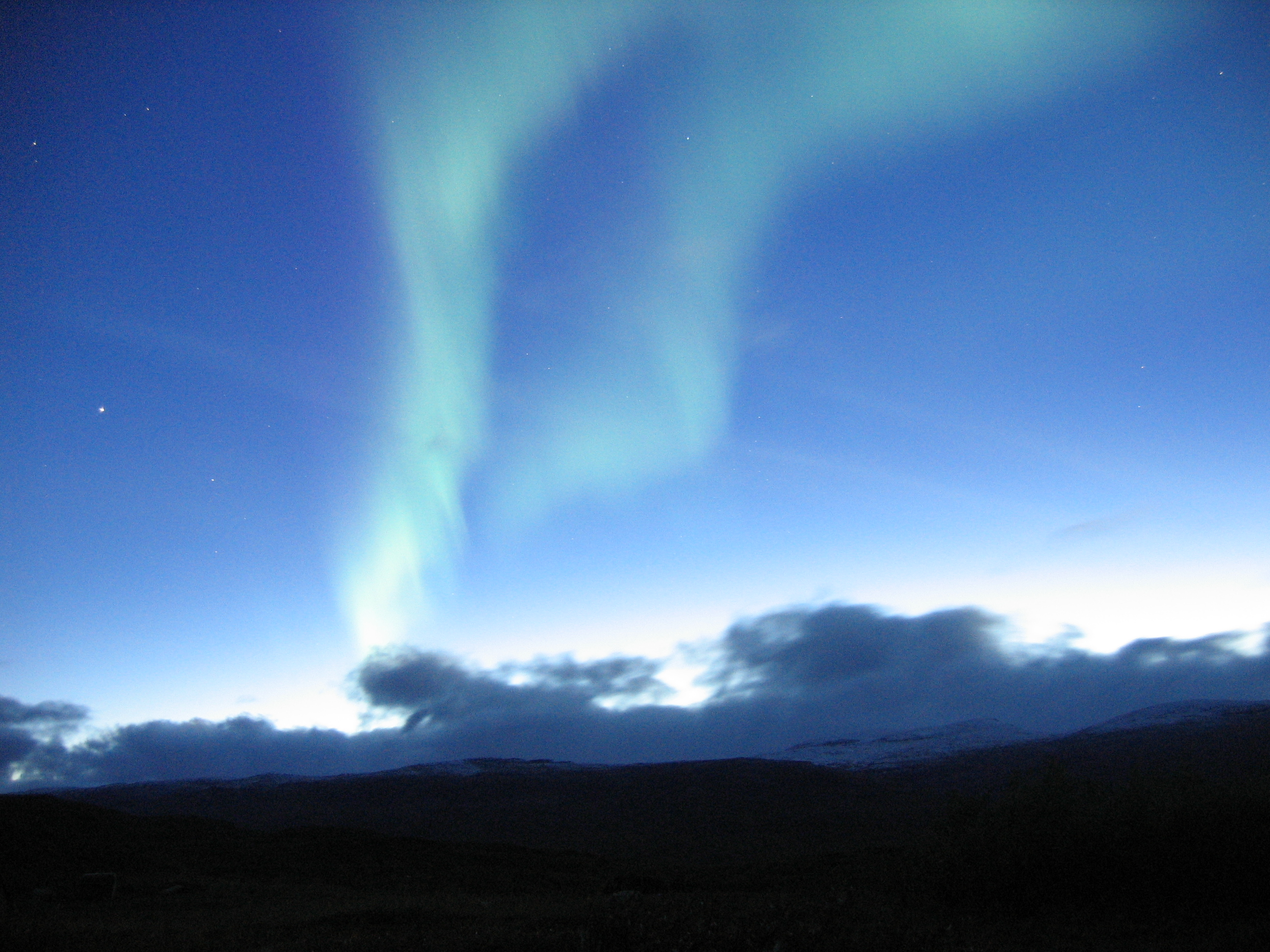
Aurora aproape de Abisko
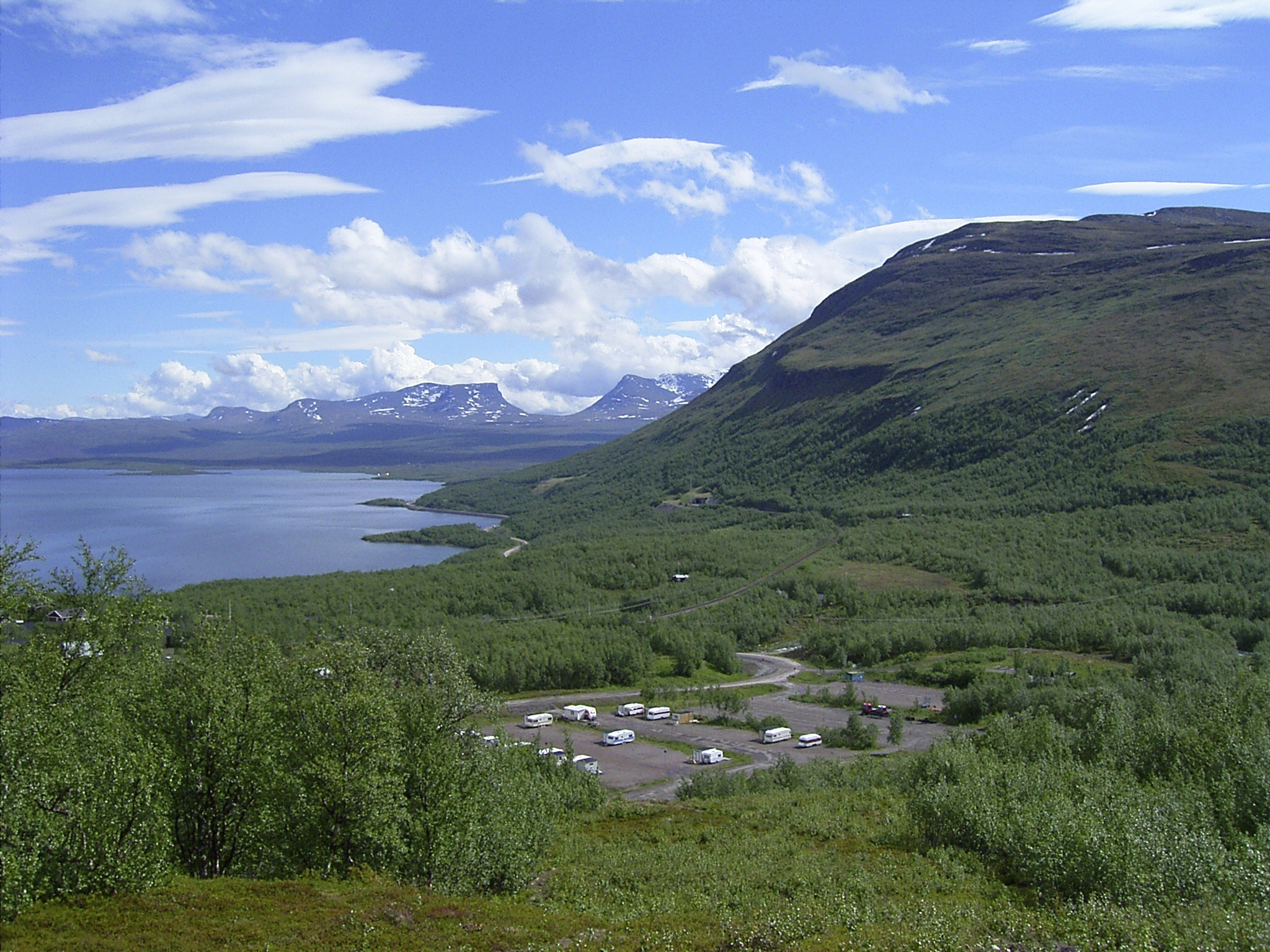
Vedere de la Björkliden cu Lapporten în fundal
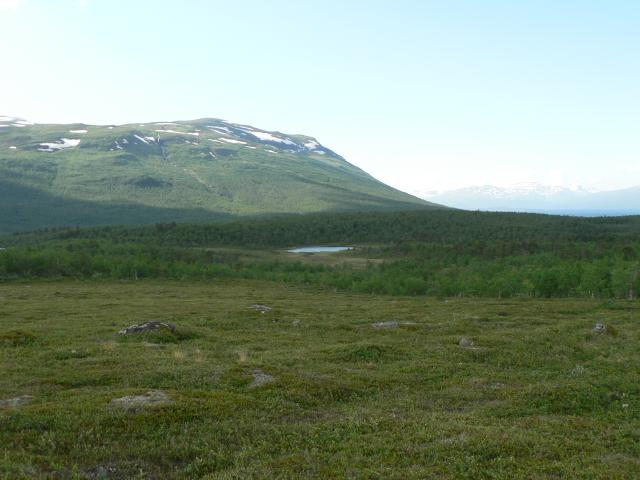
Fotografie a Nuolja